# Архиепархия Таррагоны
Архиепархия Таррагоны (лат. Archidioecesis Tarraconensis, исп. Archidiócesis de Tarragona) архиепархия-митрополия Римско-католической церкви в Испании. С 8 июня 2019 года епархией управляет архиепископ-митрополит Жоан Планельяс и Барносель.
Клир епархии включает 174 священника (136 епархиальных и 38 монашествующих священников), 5 диаконов, 110 монахов, 396 монахинь.
Адрес епархии: Apartado 458, Pla de Palau 2, 43003 Tarragona, España. Телефон: 977 23 34 12. Факс: 977 25 18 47.

## Территория
В юрисдикцию епархии входят 200 приходов в провинции Таррагона, в автономном сообществе Каталония в Испании.
Все приходы образуют 3 деканата, разделенных на 11 архипресвитерств.
Кафедра архиепископа-митрополита находится в городе Таррагона в Соборе Санта-Мария-де-Таррагона.
В состав митрополии (церковной провинции) Таррагоны входят:
- Архиепархия Таррагоны;
  - Епархия Жироны;
  - Епархия Лериды;
  - Епархия Сольсоны;
  - Епархия Тортосы
  - Епархия Урхеля
  - Епархия Вика.

## История
Кафедра Таррагоны, по преданию, была основана в I веке апостолом Святым Павлом, проповедовавшим Евангелие в Испании. Первые епископы древнего Таррако, чьи имена сохранились в истории, известны с середины III века. Ещё в V веке епархия была возведена в ранг архиепархии. Первым архиереем, взошедшим на кафедру с титулом архиепископа, был Иоанн (470—502). В 516 году в архиепархии прошёл первый поместный собор.
С VIII до середины X века кафедра оставалась вакантной из-за вторжения арабов-мусульман. По этой причине в 711 году епископ святой Проспер и часть паствы бежали в Италию. Они принесли с собой мощи святых и литургические книги, одна из которых сохранилась и сейчас находится в Капитулярной Библиотеке Вероны. Это — Вестготский Орационал (собрание молитв для служб суточного круга на весь литургический год), древнейшая из всех имеющихся на сегодняшний день литургическая рукопись испано-мосарабского обряда.
После завоевания территории архиепархии франками и образования Испанской Марки, архиепархия Таррагоны была восстановлена со статусом епархии, став фактически епископством суффраганством архиепархии Нарбонны. При архиепископах Аймерико (927—977) и его преемниках Арменголе (977—1019), Гвифредо де Серданья (1019—1079), Педро Беренгуэре (1079) и Далмацио (1079—1091), архиереи Нарбонны незаконно титуловали себя и архиепископами Таррагоны.
Архиепископ Цезарий (956) первым попытался восстановить за архиепархией Таррагоны статус митрополии. После него кафедра снова осталась вакантной. В 971 году Папой Иоанном XIII на кафедру Таррагоны был поставлен архиепископ Аттоне. Он также попытался восстановить митрополию, переехав в Вик.
1 июня 1091 года Папа Урбан II официально восстановил архиепархию, возведя на кафедру Беренгуэр Сунифред де Льюса, который перенес резиденцию архиепископов из-за бедности Таррагоны в Вик. Архиепископ Нарбонны обвинил его в желании расчленить его митрополию и продержал архиепископа Таррагоны в заключении, пока тот не заплатил ему большую сумму компенсации.
Следующий архиепископ Олегар был хиротонисан и в епископы Барселоны, епархия которой, судя по всему, вошла в митрополию Таррагоны. Он также не проживал в Таррагоне, как и его преемник Григорий. Первым архиепископом, вернувшимся в город, был Бернардо Торт.
В 1151 году цистерцианцами на территории архиепархии был основан монастырь Санта-Мария-де-Поблет.
23 марта 1154 года Папа Анастасий IV установил границы архиепархии-митрополии Таррагоны и епископств-суффраганств: Жироны, Барселоны, Урхеля, Вика, Лериды, Тартосы, Сарагосы, Уэски, Памплоны, Тарацоны и Калаорры. В том же году епископ учредил капитул при соборе. В 1171 году началось строительство собора.
17 июня 1207 года Папа Иннокентий III даровал архиепископам Таррагоны привилегию коронации в Сарагосе короля Арагона.
10 октября 1238 года была основана епархия Валенсии и включена в церковную провинцию Таррагоны после долгой борьбы с архиепархией Толедо.
В 1318 году кафедра Сарагосы была возведена в ранг архиепархии-митрополии с епископствами-суффраганствами Уэски, Тарацоны, Калаорры и Памплоны, и эти территории были выведены из состава архиепархии Таррагоны.
В 1331 году собор в Таррагоне был торжественно освящен в присутствии архиепископов из Сардинии и епископов церковной провинции.
С 1380 по 1388 год кафедра Таррагоны была вакантной, из-за отказа короля Петра III Арагонского поддержать предложенные фракциями кандидатуры во время раскола в Римско-Католической Церкви.
Доминго Рам стал первым архиепископом Таррагоны, получившим сан кардинала 10 марта 1430 года.
19 июля 1492 года кафедра Валенсии была возведен в ранг архиепархии-митрополии, и также была выведена из состава архиепархии Таррагоны.
В 1498 году был опубликован Миссал, согласно литургическому наследию церковной провинции Таррагоны. Он использовался до 1589 года, когда в митрополии был введен римский обряд.
Сразу после Тридентского собора в 1570 году были основаны митропольные семинарии Святого Павла и Святой Феклы.
В 1593 году была основана кафедра Сольсоны, которая вошла в состав церковной провинции Таррагоны.
В 1671 году в церковной провинции была опубликована другая литургическая книга «Ритуал».
15 октября 1673 году в университете Таррагоны, архиепископ и консулы города поклялись защищать догмат о Непорочном Зачатии.
В 1691 году на поместном соборе архиепископам Таррагоны было оставлено право титуловать себя примасами Испании.
15 декабря 1712 года архиепископ Исидро Бертран, присоединившийся к партии претендента на престол, Карла Австрийского, был низведен с кафедры указом короля Филиппа V, а сама кафедра была объявлена вакантной. В следующем году Папа Климент XI обратился по этому поводу к королю Испании с буллой протеста. Тем не менее, король отказался отозвать указ.
В 1722 году был снова поднят вопрос о приоритетном праве архиереев Толедо именоваться примасами Испании, но все их притязания были отклонены.
В 1813 году войска Наполеона Бонапарта разграбили дворец архиепископа, уничтожив епархиальный архив и капитул. Не пощадили даже мощи Святой Фёклы, покоившиеся в монастыре Сан-Кугат-дель-Вальес. В 1815 году началось строительство нового дворца архиепископа.
После упразднения в Испании монашеских орденов, закрытия монастырей и конфискации их имущества, в связи с антиклерикальными указами правительства Хуана Альвареса Мендисабаля в 1835 году, монастырь Санта-Мария-де-Поблет был заброшен и почти век подвергался разорению со стороны местного населения.
В 1869 году архиепископ Франсиско Флейх-и-Соланс участвовал в заседаниях Первого Ватиканского собора.
14 августа 1897 года Папа Лев XIII возвел епархиальную семинарию в ранг в Папского университета.
В 1936 году во время гражданской войны в Испании были убиты викарный епископ Мануэль Боррас, 136 из 404 священников архиепархии и многие другие из числа монашествующих и мирян. Тем не менее, в 1937 году архиепископ, кардинал Франсиско де Асис Видаль-и-Барракуэр, ранее отказавшийся от сотрудничества с республиканцами, отказался подписывать пастырское послание испанских епископов в пользу франкистов. По этой причине с 1939 по 1943 год, до самой своей смерти, кардинал находился в изгнании и не мог принимать участия в руководстве архиепархией.
В 1940 году в монастыре Санта-Мария-де-Поблет была возобновлена монашеская жизнь.
В 1957 году границы архиепархии были расширены за счет архипресвитерств ранее принадлежавших епархии Барселоны и епархии Вика.
25 марта 1964 года кафедра Барселоны была возведена в ранг архиепархии с прямым подчинением Святому Престолу.
В 1988 году архиепархия Таррагоны была разделена на 11 архипресвитерств.

## Ординарии архиепархии
- святой Фруктуоз († 21.01.259);
- Имерий (385);
- Гиларий (402);
- Тициан (420);
- Асканий (465);
- Эмилиан (465);
- Иоанн (470—520);
- Сергий (520—555);
- Транквилл (560—580);
- Евфимий;
- Артемий (589—599);
- Асиатик (599);
- Евсевий (610—632);
- Аудакс (упоминается в 633);
- Сельва (упоминается в 635);
- Протасий (637—646);
- Фалуакс (645—668);
- Киприан (668—688);
- Вера (упоминается в 693);
- святой Проспер Таррагонский (711—713/718);
  - Sede vacante (713/718—956);
- Цезарий[кат.] (956—981);
- Ато (971 — 22.08.971/972);
  - Sede vacante (971—1091);
- Беренгер Сунифред де Льюса (1091 — 11.01.1099);
  - Sede vacante (1099—1118);
- блаженный Олегар — (21.03.1118 — 06.03.1137);
- Грегорио (1143 — 25.03.1146) — бенедиктинец;
- Бернардо Торт[исп.] (1146 — 28.06.1163);
- Уг де Сервельо (14.07.1163 — 17.04.1171);
- Гильем де Торроха[исп.] (1171 — 07.03.1174);
- Беренгер де Виладемульс (21.03. 1174 — 16.02.1194);
- Рамон де Кастельтерсоль (17.11.1194 — 04.11.1198);
- Рамон де Рокаберти (1199 — 06.01.1215);
- Аспарег де ла Барка[исп.] (23.02.1215 — 03.03.1233);
- Гильем де Монтгри[исп.] (1234—1237) — апостольский администратор;
- Педро де Альбалат[исп.] (1238 — 02.07.1251) — цистерцианец;
- Бенет де Рокаберти (09.08.1251 — 02.05.1268);
- Бернат д’Oливелья (24.05.1272 — 29.10.1287) — мерцедарий;
- Родриго Тельо (06.10.1288 — 16.12.1307);
- Гильем де Рокаберти (12.04.1309 — 25.02.1315);
- Химено Мартинес де Луна и де Алагон (26.03.1317 — 17.08.1328) — назначен архиепископом Толедо;
- Хуан де Арагон[исп.] (17.08.1328 — 19.08.1334) — апостольский администратор, латинский патриарх Александрии;
- Арнау Сескомес (07.10.1334 — 09.09.1346);
- Санчо Лопес де Аербе (30.10.1346 — 22.08.1357) — францисканец;
- Пере де Класкери (30.10.1357 — 10.01.1380) — латинский патриарх Антиохии;
- Эннек де Вальтерра (28.05.1380 — 17.02.1407);
- Пере де Сагаррига и де Пау (15.06.1407 — 31.12.1418);
- Дальмау де Мур-и-Сервельо[исп.] (17.01.1419 — 18.04.1431) — назначен архиепископом Сарагосы;
- Гонсало Фернандес де Ихар (18.04.1431 — 11.11.1433);
- кардинал Доминго Рам и Ланаха[исп.] (25.08.1434 — 04.07.1440) — апостольский администратор, (04.07.1440 — 25.04. 1445) — архиепископ;
- Педро де Урреа (04.06.1445 — 09.09.1489) — латинский патриарх Александрии;
- Гонсало Фернандес де Эредия и де Бардахи (14.06.1490 — 21.11.1511);
- Альфонсо де Арагон-и-Санчес (01.10.1512 — 26.08.1514);
- Педро Фольк де Кардона[исп.] (08.01.1515 — 11.04.1530);
- Луис Фольк де Кардона-и-Энрикес[итал.] (23.01.1531 — 13.11.1532);
- кардинал Джироламо Дориа[итал.] (08.05.1533 — 25.03.1558) — кардинал, апостольский администратор;
- Фернандо де Лоасес-и-Перес[исп.] (26.04.1560 — 28.04.1567) — доминиканец, кардинал, назначен архиепископом Валенсии, латинский патриарх Антиохии;
- Бартоломе Себастьян Валеро де Аройтия[итал.] (01.10.1567 — 14.12.1568);
- кардинал Гаспар Сервантес де Гаэта[исп.] (23.07.1568 — 17.10.1575);
- Антони Агустин-и-Альбанель (17.12.1576 — 31.05.1586);
- Хуан Терес-и-Борруль[исп.] (17.03.1587 — 10.07.1603);
- Хуан Вик-и-Манрике де Лара[исп.] (10.05.1604 — 04.03.1612);
- Хуан де Монсада (30.07.1612 — 03.11.1622);
- Хуан Осес (29.03.1624 — 22.05.1626);
- Хуан Гусман (06.10.1627 — 06.06.1633) — францисканец, назначен архиепископом Сарагосы;
- Антонио Перес-и-Машо (28.11.1633 — 01.05.1637) — бенедиктинец;
  - Sede vacante (1637—1653);
- Франсиско де Рохас-Борха-и-Артес (08.01.1653 — 23.11.1663) — назначен епископом Авилы;
- Хуан Мануэль де Эспиноса (26.11.1663 — 12.02.1679);
- Хосеп Санхис-и-Феррандис (27.11.1679 — 26.03.1694) — мерцедарий;
- Хосеп Льинас-и-Аснар (11.10.1694 — 15.11.1710) — мерцедарий;
- Исидор де Бертран Гарсия (10.08.1712 — 10.10.1719);
- Мигель Хуан де Тавернер и де Руби (16.12.1720 — 24.03.1721);
- Мануэль де Саманьего-и-Хака (10.12.1721 — 20.09.1728) — назначен архиепископом Бургоса;
- Пере Копонс и де Копонс (15.12.1728 — 19.04.1753);
- Хауме де Кортада и де Бру (26.09.1753 — 28.04.1762);
- Льоренс Деспуиг-и-Котонер (18.07.1763 — 22.02.1764);
- Хуан Ларио-и-Лансис (20.08.1764 — 06.09.1777);
- Хоакин де Сантийян-и-Вальдивьельсо (10.03.1779 — 05.07.1783);
- Франсеск Арманья-и-Фонт (14.02.1785 — 04.05.1803) — августинец;
- Ромуальдо Антонио Мон-и-Веларде[исп.] (26.09.1803 — 23.12.1816) — назначен архиепископом Севильи;
- Антонио Бергоса-и-Хордан[исп.] (15.11.1817 — 18.07.1819);
- Хайме Креус-и-Марти[исп.] (29.05.1820 — 17.09.1825);
- Антонио Фернанде Эчанове-Сальдивар (13.03.1826 — 14.11.1854);
- Хосеп Доменек Коста-и-Боррас (03.08.1857 — 14.04.1864);
- Франсиско Флейш-и-Соланс (22.09.1864 — 28.07.1870);
- Эстебан Хосе Перес Фернандес (16.01.1874 — 05.07.1875) — назначен архиепископом Малаги;
- Константи Бонет-и-Сануи (17.09.1875 — 10.10.1878);
- Хосе Рамон Бенет Вильямитхана-и-Вила (28.02.1879 — 03.09.1888);
- Томас Коста-и-Форнагера (27.05.1889 — 10.10.1911);
- Антолин Лопес-и-Пелаэс (18.07.1913 — 23.12.1918);
- кардинал Франсиско де Асис Видаль-и-Барракер (07.05.1919 — 13.09.1943);
- кардинал Мануэль Арсе-и-Очоторена (29.03.1944 — 16.09.1948);
- кардинал Бенхамин де Арриба-и-Кастро (22.01.1949 — 19.11.1970);
- Хосе Понт-и-Голь (23.11.1970 — 11.04.1983);
- Рамон Торрелья Касканте (11.04.1983 — 20.02.1997);
- Льюис Мартинес Систак (20.02.1997 — 15.06.2004) — назначен архиепископом Барселоны;
- Хауме Пухоль Бальсельс[исп.] (15.06.2004 — 07.06.2019);
- Жоан Планельяс и Барносель[кат.] (с 08.06.2019 — по настоящее время).

## Статистика
На конец 2010 года из 549 500 человек, проживающих на территории епархии, католиками являлись 517 800 человек, что соответствует 94,2 % от общего числа населения епархии.
| год  | население | население | население | священники | священники        | священники         | священники                           | постоянные диаконы | монахи  | монахи  | приходы |
| год  | католики  | всего     | %         | всего      | белое духовенство | черное духовенство | число католиков на одного священника | постоянные диаконы | мужчины | женщины | приходы |
| ---- | --------- | --------- | --------- | ---------- | ----------------- | ------------------ | ------------------------------------ | ------------------ | ------- | ------- | ------- |
| 1950 | 215.000   | 215.000   | 100,0     | 283        | 248               | 35                 | 759                                  |                    | 130     | 625     | 151     |
| 1969 | 260.000   | 263.000   | 98,9      | 355        | 285               | 70                 | 732                                  |                    | 60      | 940     | 131     |
| 1980 | 343.000   | 350.000   | 98,0      | 259        | 185               | 74                 | 1.324                                |                    | 196     | 819     | 193     |
| 1990 | 366.000   | 375.000   | 97,6      | 248        | 185               | 63                 | 1.475                                | 1                  | 158     | 788     | 193     |
| 1999 | 368.000   | 381.000   | 96,6      | 197        | 149               | 48                 | 1.868                                | 3                  | 124     | 557     | 198     |
| 2000 | 396.000   | 411.950   | 96,1      | 195        | 148               | 47                 | 2.030                                | 4                  | 120     | 555     | 198     |
| 2001 | 406.000   | 422.909   | 96,0      | 456        | 413               | 43                 | 890                                  | 4                  | 113     | 525     | 199     |
| 2002 | 409.000   | 427.000   | 95,8      | 183        | 143               | 40                 | 2.234                                | 5                  | 108     | 523     | 199     |
| 2003 | 437.000   | 456.526   | 95,7      | 184        | 144               | 40                 | 2.375                                | 5                  | 104     | 519     | 199     |
| 2004 | 437.000   | 456.526   | 95,7      | 183        | 141               | 42                 | 2.387                                | 5                  | 107     | 512     | 199     |
| 2010 | 517.800   | 549.500   | 94,2      | 174        | 136               | 38                 | 2.975                                | 5                  | 110     | 396     | 200     |